# Пьяная Луна
«Пьяная Луна» — шестой альбом рок-группы «Чёрный Кофе».

## Об альбоме
Записан в 1995—1996 годах в США, в калифорнийской студии «USMP». Сопродюсером альбома и автором текстов некоторых песен является Матвей Аничкин. 
В альбоме две перезаписанные в новых аранжировках песни: Знамя мира (с альбома Светлый металл, 1986) и Листья (с мини-альбома Чёрный кофе, 1987). Песня «Пьяная луна» в музыкальном плане является песней «Moving Down The Road» с альбома Golden Lady, с измененной аранжировкой и текстом на русском языке.

## Список композиций
Вся музыка написана Дмитрием Варшавским, кроме 8 (Леннон/Маккартни).
| №   | Название                               | Текст песни      | Длительность |
| --- | -------------------------------------- | ---------------- | ------------ |
| 1.  | «Где-то в слезах»                      | Варшавский       | 4:28         |
| 2.  | «Ветер»                                | Варшавский       | 5:16         |
| 3.  | «Белая ночь»                           | Аничкин          | 4:44         |
| 4.  | «Знамя мира»                           | Варшавский       | 3:50         |
| 5.  | «Калифорния» (инструментал)            | —                | 4:47         |
| 6.  | «Я так устал»                          | Аничкин          | 3:49         |
| 7.  | «Пьяная луна»                          | Аничкин          | 7:31         |
| 8.  | «Come Together» (кавер на The Beatles) | Леннон/Маккартни | 4:18         |
| 9.  | «Листья»                               | Бачурин          | 4:03         |
| 10. | «Рок-н-ролл»                           | Аничкин          | 3:51         |

## Состав
- Дмитрий Варшавский — вокал, гитара, акустика
- Александр Бах — барабаны (1-7,9,10)
- Майкл МакЛинден — бас-гитара (1,3,4,6,9)
- Александр Кривцов[англ.] — бас-гитара (2,5,7,10)
- Джонни Блейз — ритм-гитара (2)
- Борис Долгих — орган (1, 3, 4, 5, 7, 9, 10), клавинет (6), родес пиано (7) виолончель (8)
- Валерий Гаина — гитара в финале (3), ритм-гитара(8)
- Матвей Аничкин — синтезаторы (8), ударные (8),
- Продюсер: Матвей Аничкин
- Мастеринг — студия: OceanView
- Дизайн: Александр Головин

## Дополнительная информация
Дмитрий Варшавский говорил, что песни «Где-то в слезах» и «Ветер» вдохновлены музыкой Ингви Мальмстина.
В финале баллады «Белая ночь» звучит соло Валерия Гаины. По желанию продюсера Матвея Аничкина он должен был сыграть соло в манере Дмитрия, что и было сделано.